# Yi Ik
Yi Ik (이익) est un lettré coréen né en 1681 et mort en 1763. Néoconfucéen, c'est un des premiers représentants de l'école Silhak.